# Ami Wada
Ami Wada (30 de junio de 2003) es una deportista japonesa que compite en natación sincronizada. Ganó tres medallas en el Campeonato Mundial de Natación, en los años 2023 y 2024.

## Palmarés internacional
| Campeonato Mundial | Campeonato Mundial | Campeonato Mundial | Campeonato Mundial |
| Año                | Lugar              | Medalla            | Prueba             |
| ------------------ | ------------------ | ------------------ | ------------------ |
| 2023               | Fukuoka (Japón)    | Medalla de plata   | Equipo libre       |
| 2024               | Doha (Catar)       | Medalla de plata   | Equipo libre       |
| 2024               | Doha (Catar)       | Medalla de bronce  | Equipo técnico     |